# Henri Guillaume

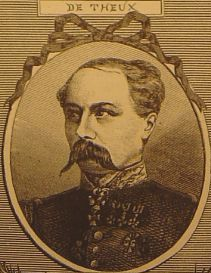
Portret uit L'Illustration Européenne (1872)

Baron Henri Louis Gustave Guillaume (Amiens (Frankrijk), 5 maart 1812 - Elsene, 7 november 1877) was een Belgisch militair, minister van Oorlog en historicus.

## Persoon
Guillaume was de kleinzoon van een Frans geniekapitein en de zoon van een directeur van belastingen.
Op het einde van zijn carrière, in 1873, werd hij opgenomen in de erfelijke adel met de titel van baron voor hem en al zijn nakomelingen. Hij nam als wapenspreuk Labore nobilis.
Hij was getrouwd met Cécile Engler (1832-1911) en onder zijn talrijke nakomelingen zijn er heel wat die België hebben gediend, onder meer als diplomaat.

## Militair
In 1830 was hij achttien en nam aan de Belgische opstand deel in Charleroi, waar hij secretaris werd van de opstandige officier Léonard Greindl (1798-1875). Hij doorliep een carrière in het Belgisch leger:
- 1831: luitenant
- 1837: kapitein
- 1843: docent Militaire school
- 1849: majoor
- 1853: luitenant-kolonel en hoofd van het personeel op het ministerie van Oorlog
- 1863: reserve generaal-majoor
- 1868: vleugeladjudant van de koning
- 1871: luitenant-generaal.

Van 2 juli 1870 tot 25 maart 1873 was hij minister van Oorlog in de ministeries Jules d'Anethan en Barthélémy de Theux - Jules Malou. Hij eindigde zijn militaire carrière als
- 1872: gouverneur van de Militaire Academie
- 1873: inspecteur van de infanteriescholen (1873).

Guillaume schreef onder meer:
- Essai sur l'organisation d'une armée de volontaires (1850)
- La vérité sur le canon rayé (1861)

## Historicus
Naast militair was Guillaume ook historicus. Hij werd in 1863 lid van de Koninklijke Academie van België en was ook voorzitter (1869-1877) van de Commissie voor de 'Biographie nationale de Belgique', jaarlijkse publicatie waarin hijzelf tal van biografische notities publiceerde, vooral gewijd aan militaire personaliteiten. Hij schreef ook onder meer:
- Histoire de l'organisation militaire sous les ducs de Bourgogne, een door de Koninklijke Academie in 1847 bekroonde studie
- Histoire des bandes d'ordonnance des Pays-Bas
- Histoire de l'infanterie wallonne dans la Maison d'Espagne

Hij werd voorzitter, lid of corresponderend lid van een vijftigtal academies of geleerde genootschappen.